# Episodi di South Park (ventunesima stagione)
La ventunesima stagione della serie televisiva South Park, composta da 10 episodi, è stata trasmessa negli Stati Uniti su Comedy Central dal 13 settembre al 6 dicembre 2017.
L'edizione italiana è stata trasmessa dal 28 settembre al 14 dicembre 2017 su Comedy Central.
Tutti gli episodi sono stati scritti e diretti da Trey Parker.
| n° | Titolo originale               | Titolo italiano                | Prima TV USA      | Prima TV Italia   |
| -- | ------------------------------ | ------------------------------ | ----------------- | ----------------- |
| 1  | White People Renovating Houses | Bianchi che ristrutturano case | 13 settembre 2017 | 28 settembre 2017 |
| 2  | Put It Down                    | Metti giù il telefono          | 20 settembre 2017 | 28 settembre 2017 |
| 3  | Holiday Special                | Un giorno di festa             | 27 settembre 2017 | 8 ottobre 2017    |
| 4  | Franchise Prequel              | Franchising, il prequel        | 11 ottobre 2017   | 19 ottobre 2017   |
| 5  | Hummels & Heroin               | Hummel e eroina                | 18 ottobre 2017   | 26 ottobre 2017   |
| 6  | Sons A Witches                 | I figli delle streghe          | 25 ottobre 2017   | 2 novembre 2017   |
| 7  | Doubling Down                  | Rilancia e raddoppia           | 8 novembre 2017   | 16 novembre 2017  |
| 8  | Moss Piglets                   | Orsi d'acqua                   | 15 novembre 2017  | 23 novembre 2017  |
| 9  | Super Hard PCness              | PC in difficoltà               | 29 novembre 2017  | 7 dicembre 2017   |
| 10 | Splatty Tomato                 | Splatty Tomato                 | 6 dicembre 2017   | 14 dicembre 2017  |

## Bianchi che ristrutturano case
- Titolo originale: White People Renovating Houses

### Trama
La relazione tra Cartman ed Heidi scricchiola. Eric trova molto più divertente Alexa, il nuovo assistente personale di Amazon. Lo stesso dispositivo però mette in pericolo i posti di lavoro di molte persone. Infatti i redneck della città protestano. Secondo Randy, invece, che sta conducendo uno show televisivo sulla ristrutturazione delle case, White People Renovating Houses, non è altro che un pretesto per sventolare la bandiera degli Stati confederati. Randy aiuta Darryl, il capo dei ribelli a superare i suoi problemi “abbattendo le sue barriere interne”.
- Ascolti USA: telespettatori 1.680.000 – rating/share 18-49 anni[3].

## Metti giù il telefono
- Titolo originale: Put It Down

### Trama
Tweek è molto preoccupato per la situazione tesa con la Corea del Nord, anche perché il Presidente invia continui tweet di sfida, citando Tweek stesso come esempio di coraggio e lui teme ritorsioni da parte dei coreani. Craig prova inutilmente a calmare Tweek con la logica, ma alla fine capirà che per ascoltare veramente l’altro, bisogna dare importanza anche alle emozioni. Intanto Cartman implora Heidi di tornare insieme, lei accetta ma teme che Eric sia un aspirante suicida, perciò fa ascoltare a tutti la conversazione che hanno avuto. Cartman cerca di sensibilizzare le persone sul tema del suicidio, anche se, in realtà, è solo un modo per attirare l’attenzione su di sé. Alla fine canteranno una canzone tutti insieme sul fatto che non ci si deve distrarre col telefono quando si è alla guida.
- Ascolti USA: telespettatori 1.250.000 – rating/share 18-49 anni[4].

## Un giorno di festa
- Titolo originale: Holiday Special

### Trama
Randy vuole combattere a tutti i costi la figura di Cristoforo Colombo perché pensa che sia solo un oppressore di popoli e cerca di nascondere il proprio passato, ma Stan scopre che invece una volta festeggiava Colombo.
- Ascolti USA: telespettatori 1.250.000 – rating/share 18-49 anni[5].

## Franchising, il prequel
- Titolo originale: Franchise Prequel

### Trama
Cartman e i suoi compagni di classe stanno progettando un franchise di supereroi per la Netflix, chiamato "Il Procione e i suoi Amici", ma su Facebook vengono diffuse delle notizie che danneggiano la loro reputazione. La Netflix, allora, dice a Cartman che non porteranno la serie fino a quando non avranno risolto le lamentele che ci sono su Facebook. Butters (conosciuto nel franchise come Professor Caos) diffonde delle notizie false e si rifiuta di fermarsi quando i suoi amici glielo chiedono. Più tardi avvia anche un'azienda dedicata all'utilizzo del sito web per diffondere notizie false sulle persone. Gli adulti di South Park leggono le notizie false e credono che il sito sia un serio problema per tutti e decidono di invitare il presidente di Facebook, Mark Zuckerberg, in città in modo da poter risolvere la questione. Quella che sembrava essere una buona idea, ben presto diventerà un incubo per gli abitanti di South Park, i quali si stancheranno presto dei modi di Zuckerberg.
L'episodio funge anche da introduzione per il lancio del nuovo videogioco South Park: Scontri Di-retti.
- Ascolti USA: telespettatori 1.120.000 – rating/share 18-49 anni[7].

## Hummel e eroina
- Titolo originale: Hummels & Heroin

### Trama
L'oppiaceo, un farmaco derivato dall'oppio, crea dei grandi problemi in tutta la cittadina di South Park e Stan è ritenuto il responsabile dai suoi amici poiché, inconsapevolmente, spaccia droga per procurare a suo nonno Marvin le Hummels da collezione, le quali determinano l'anziano più "influente" o, per meglio dire, a capo della casa di riposo.
- Guest star: Josh Gad (Marcus Preston, miss McGullicutty)
- Ascolti USA: telespettatori 930.000 – rating/share 18-49 anni[8].

## I figli delle streghe
- Titolo originale: Sons A Witches

### Trama
A South Park arriva una strega che provoca vari problemi per la festa di Halloween e Cartman cerca un modo per trarne vantaggio.
- Ascolti USA: telespettatori 1.220.000 – rating/share 18-49 anni[9].

## Rilancia e raddoppia
- Titolo originale: Doubling Down

### Trama
La pressione che c'è con Heidi porta Cartman a credere sempre di più sulla rottura della loro relazione, allora Kyle decide di intervenire sulla questione cercando di far capire a Heidi che è Cartman il problema. Lei rifiuta inizialmente di dargli retta e così Kyle va a consultare le altre ragazze, le quali lo fanno riflettere facendogli capire che a lui piace Heidi. La situazione si evolve, Heidi lascia Cartman per Kyle ma alla fine dell'episodio Heidi torna con Eric poiché quest'ultimo le ha fatto credere, come al suo solito, che la colpa delle oscillazioni della coppia fossero a causa di Kyle; ciò è intuibile, conoscendolo, ma confermare questa idea è una tipica frase di Cartman ("sporco ebreo") detta però da Heidi in modo chiaramente esplicito e con molti giri di parole a Kyle.
Quando Cartman scopre che Kyle sta uscendo con Heidi, ha una specie di crollo mentale con delle visioni nel cui montaggio, oltre a degli ebrei danzanti, vi sono scene che fanno riferimento ai classici Disney Dumbo - L'elefante volante (la musica e le versioni rosa di Kyle che marciano attraverso un cuore spezzato sono una parodia della sequenza di Dumbo ubriaco che sogna la parata degli elefanti rosa), Fantasia, Le avventure di Winnie the Pooh (la scena in cui appaiono multipli Kyle è un riferimento all'incubo di Pooh sugli Efelanti e le Noddole) e La sirenetta (il Kyle gigante che emerge dall'oceano con una menorah d'oro è un'evidente parodia di quando Ursula diventa più forte dopo aver preso la corona e il tridente di Re Tritone, mentre Eric Cartman che abbraccia Heidi è il contraltare del Principe Eric che cerca di proteggere Ariel).
- Ascolti USA: telespettatori 1.130.000 – rating/share 18-49 anni[11].

## Orsi d'acqua
- Titolo originale: Moss Piglets

### Trama
Un progetto di scienze fatto da Timmy e Jimmy ha catturato l'attenzione di alcuni importanti personaggi, i quali ritengono che possa salvare il "mondo" del Football americano. Intanto, Heidi farà da protagonista nell'episodio avendo un atteggiamento "predominante" nei confronti di Cartman, il quale proverà un certo "timore" nei suoi confronti; così si può notare come i ruoli dei due si siano invertiti poiché se prima era Cartman ad essere stufo di questa relazione, ora la sarà Heidi. Invece, Stan, Kyle e Kenny compariranno in pochi frangenti dell'episodio apparendo come dei personaggi secondari.
- Ascolti USA: telespettatori 1.090.000 – rating/share 18-49 anni[12].

## PC in difficoltà
- Titolo originale: Super Hard PCness

### Trama
Il Preside PC pare provare qualcosa per la sua nuova vice, Forte Donna. Kyle invece organizza un movimento contro il Canada, principalmente contro lo Show di Trombino e Pompadour; Kyle sembra sentirsi in colpa per le emissioni di aria dei due canadesi su persone a caso ma verso la fine del episodio, parlando con il presidente ammette che vuole rendere il mondo un posto in cui non ci si diverte a discapito di altri, un mondo dove chiunque voglia aiutare non venga preso in giro per questo e soprattutto, un mondo dove la ragazza che ama non sia interessata a Eric Cartman. L'episodio finisce con l'evacuazione della scuola elementare di South Park e con il bombardamento del Canada su decisione del presidente americano.

## Splatty Tomato
- Titolo originale: Splatty Tomato

### Trama
Il presidente americano va in giro per South Park a spaventare i vari figli degli abitanti della cittadina, così tutti a modo loro decidono di intervenire. Con vari riferimenti ai film dell'orrore Stranger Things, It e Venerdì 13, i genitori di South Park cercano un modo per catturare il Presidente tramite varie trappole, ma questo viene però salvato dalla famiglia Whites (di cui fa parte Jason, ragazzino che compare molto di rado e di cui sappiamo solo il nome e che non parlerà per tutto l'episodio). Intanto Ike, da canadese patriota quale è, decide di partire per una caccia al presidente. Non avendo più sue notizie, un gruppo di ragazzi composto da Stan, Kyle, Craig, Tweek, Cartman e Heidi cominciano un piccolo viaggio alla ricerca del piccolo canadese, nel mentre del quale Heidi ricorda ciò che le successe e ciò che la porto a fidanzarsi con Cartman, arrivando ad una conclusione: Cartman non ha fatto altro che manipolarla. Così, i due rompono la loro relazione. Il presidente, catturato da Ike poco prima, fugge per merito della famiglia Whites; il padre di famiglia è difatti un convinto sostenitore di Trump.
Nel doppiaggio italiano la famiglia Whites diventano i Bianchi per poter mantenere i giochi di parole sui bianchi americani ("A nessuno interessa dei Bianchi. Certo, anche gli altri hanno problemi, ma a qualcuno è venuto in mente di chiedere come stanno i Bianchi?", "I Bianchi appoggiano il Presidente", ecc.).
I ragazzi, avendo visto It e Stranger Things, decidono di prendere i loro zaini, andare nel bosco in bicicletta e salvare la città dal male con una musica anni '80 "che spacca"; la selezione dei brani viene scelta da Craig Donovan che utilizza Pandora Internet Radio, e comprende brani come Gloria di Laura Branigan (1982, cover della canzone originale di Umberto Tozzi del 1979) e Hold On to the Nights di Richard Marx (1988).